# Miscelazione
Nell'ambito della chimica e dell'ingegneria chimica, la miscelazione (in inglese mixing) è l'operazione unitaria per mezzo della quale si crea una miscela a partire da più sostanze o miscele di solidi, liquidi, o gas.
L'operazione di miscelazione viene sfruttata in una moltitudine di processi, industriali e non, tra i quali:
- miscelazione di più sostanze in laboratorio (attraverso un agitatore magnetico);
- nei reattori chimici CSTR (Continuous Stirred Tank Reactor);[1]
- nei cristallizzatori DTB (Draft Tube and Baffle).

Un processo simile alla miscelazione è l'agitazione, che viene svolta con apparecchiature simili, ma con il solo scopo di mantenere in movimento un fluido.

## La miscelazione in laboratorio
A scala di laboratorio, la miscelazione può essere svolta anche manualmente, per semplice agitazione meccanica (cioè scuotendo il recipiente o con l'ausilio di apposite astine). Quando è richiesta una perfetta omogeneizzazione delle fasi, si fa ricorso ad apparecchiature specifiche. Un'apparecchiatura utilizzata in laboratorio per la miscelazione è l'agitatore magnetico.
Un agitatore magnetico è composto da una piastra magnetica che ha anche la funzione di riscaldare il recipiente che è poggiato su di essa ed un'ancoretta magnetica, che viene immersa all'interno del fluido da agitare. Al variare del campo magnetico imposto dalla piastra magnetica, varia la velocità di rotazione dell'ancoretta magnetica, e quindi varia l'efficienza della miscelazione.
Un'altra apparecchiatura da laboratorio per la miscelazione è il miscelatore vortex, utilizzato per agitare provette o vetreria simile. Nel miscelatore vortex, la provetta viene inserita in un alloggiamento di gomma che ruota in maniera eccentrica grazie all'azione di un motore elettrico.

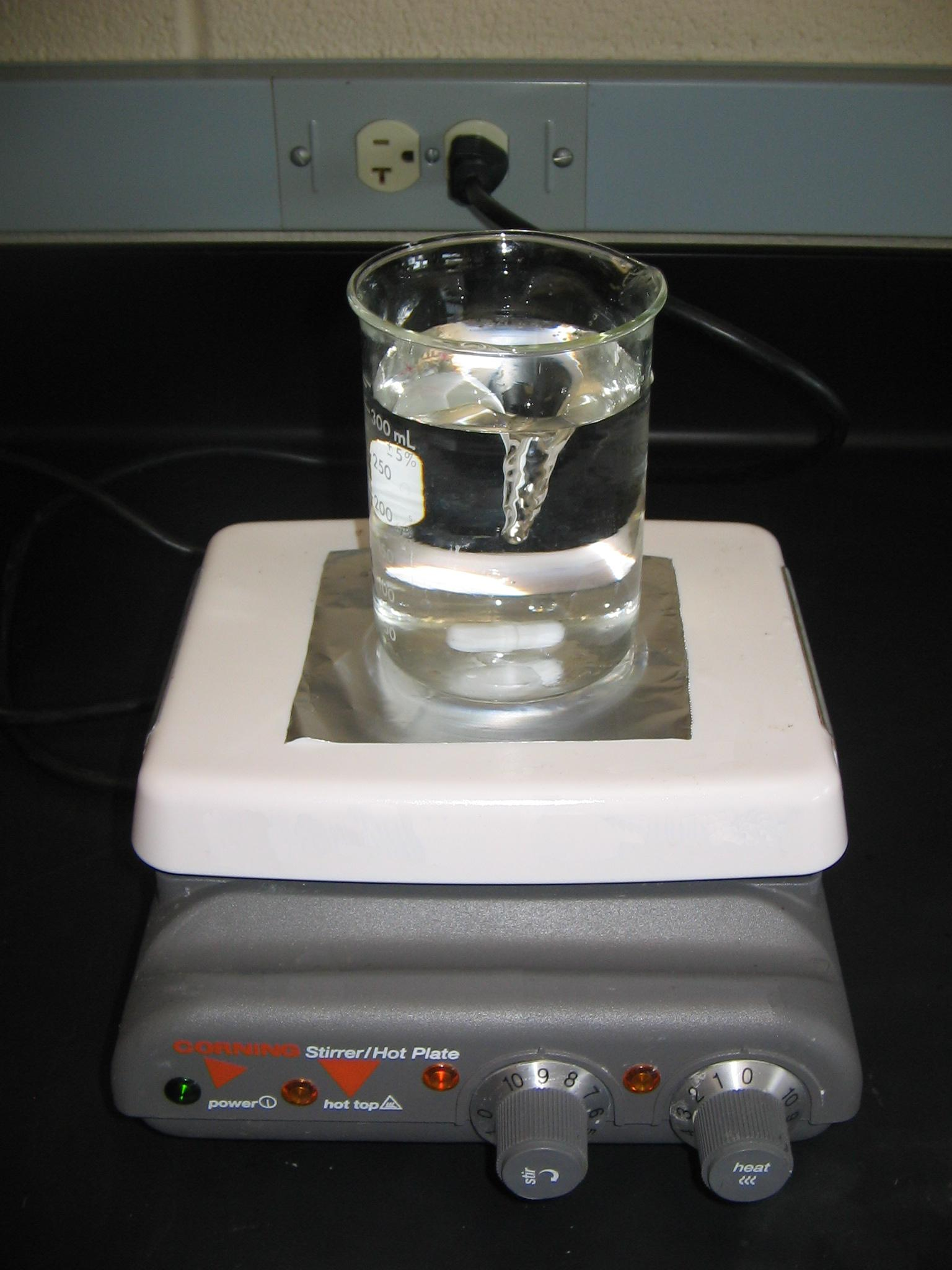
Un agitatore magnetico da laboratorio.
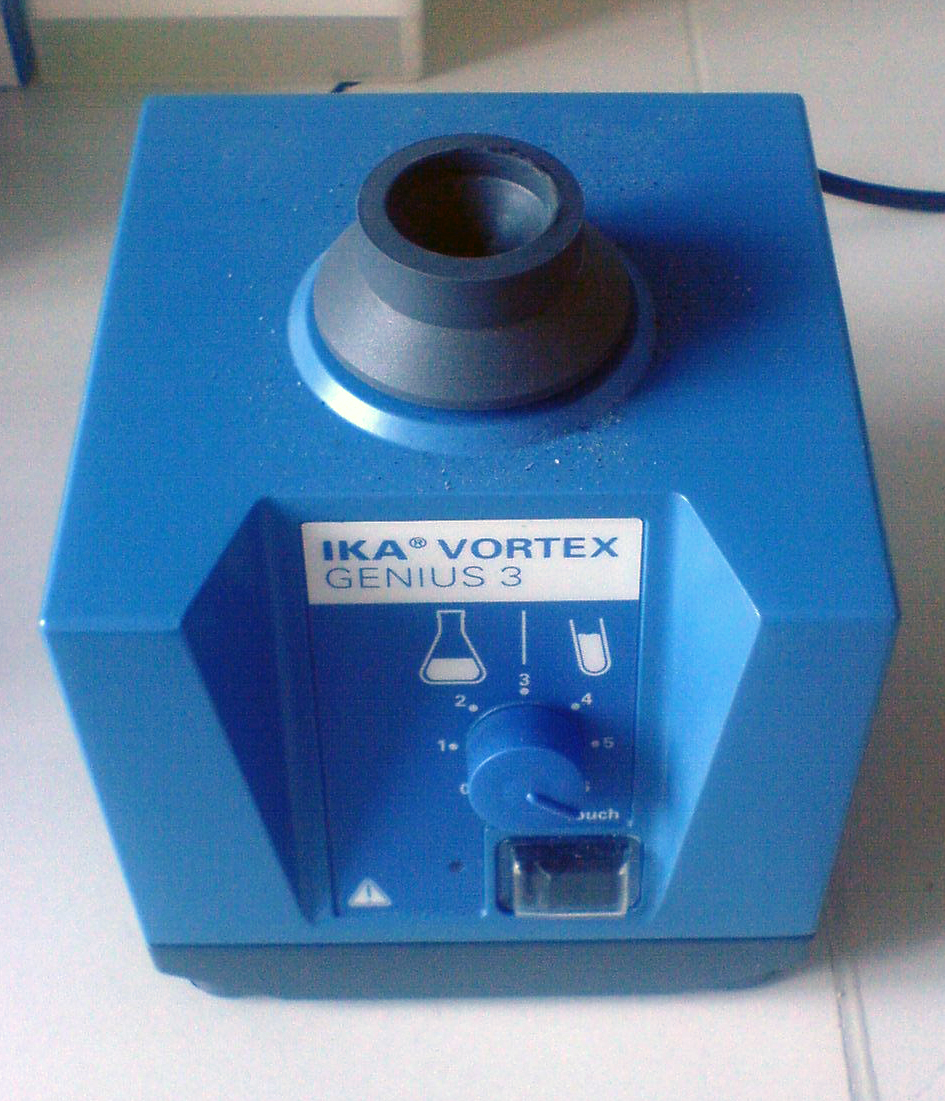
Miscelatore vortex

## La miscelazione industriale

### Apparecchiature industriali per la miscelazione
A seconda della miscibilità dei fluidi che si vuole trattare, si possono avere le seguenti soluzioni:
- nel caso di fluidi in regime turbolento altamente miscibili (è il caso di molti gas) è sufficiente, per realizzare la miscelazione, una giunzione a T;[3]
- se i fluidi sono molto viscosi, si utilizzano miscelatori statici (in genere costituiti da componenti elicoidali disposti in serie, ancorati alle pareti del tubo);[4][5][6][7]
- per la miscelazione di polveri, solidi granulari, paste o altre sostanze non facilmente miscelabili, si ricorre all'uso di recipienti agitati.

#### Recipienti agitati

Schema descrittivo di un recipiente agitato

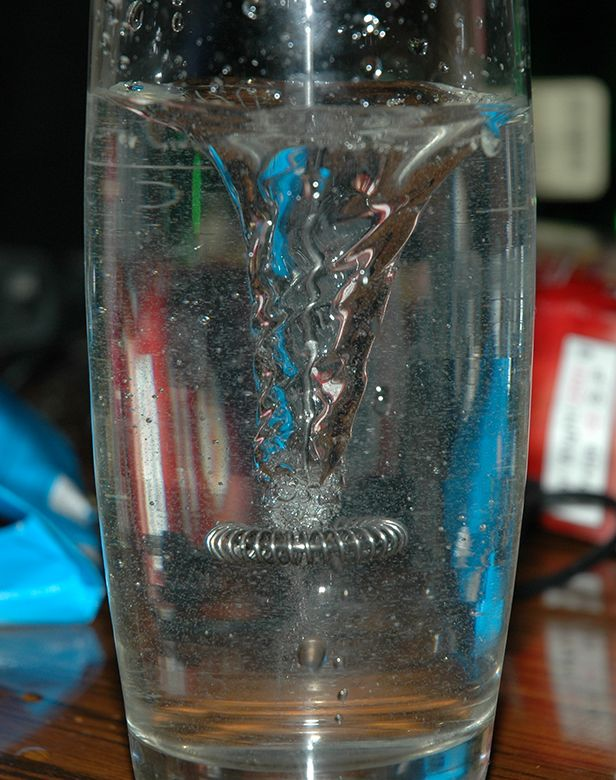
Creazione di un "vortice profondo" in un bicchiere d'acqua.

I recipienti agitati sono le apparecchiature per la miscelazione per eccellenza, in quanto si prestano a venire impiegati in una ampia classe di processi industriali.
Un recipiente agitato è composto essenzialmente da un serbatoio cilindrico munito di coperchio flangiato, entro il quale è disposto un agitatore o girante o impeller (generalmente in posizione assiale). Sulle pareti del recipiente agitato sono disposti 3 o 4 setti frangivortice o diaframmi (in inglese baffle), che hanno lo scopo di evitare la formazione di vortici profondi. In assenza di setti frangivortice si creerebbe un moto d'insieme (o rotazione di corpo rigido) del fluido, ostacolando la condizione di perfetta miscelazione; inoltre se il vortice profondo arrivasse alla girante, parte dell'aria verrebbe ad essere miscelata assieme al liquido da trattare, con effetti spesso indesiderati. Una alternativa all'uso dei setti (per apparecchiature di dimensioni non troppo elevate) è il posizionamento inclinato (o in posizione non perfettamente assiale) della girante.
I recipienti agitati possono inoltre essere provvisti di una camicia o di serpentine interne per il raffreddamento o il riscaldamento del fluido da miscelare. Ad esempio, nel caso dell'impiego come CSTR per reazioni esotermiche, la camicia esterna permette il raffreddamento dell'apparecchiatura, mentre la continua agitazione indotta dalla girante previene la formazione di hot spot, ovvero punti in cui la temperatura raggiunge valori non ammissibili dal punto di vista della sicurezza dell'impianto.

#### Letti fluidizzati
I letti fluidizzati sono particolari apparecchiature chimiche, che permettono l'omogeneizzazione di solidi granulari grazie al passaggio di un fluido nel serbatoio che li contiene. L'operazione di fluidizzazione provoca un forte miscelamento del solido, e quindi è indicata nel caso di reazioni fortemente esotermiche, per le quali è fondamentale smaltire il calore in maniera efficiente. Il continuo rimescolamento delle particelle solide nel letto fluidizzato incrementa, oltre al coefficiente di scambio di calore, anche il coefficiente di scambio di materia.

### Agitatori a flusso assiale e a flusso radiale
La miscela può essere mossa dall'agitatore in direzione prevalentemente assiale (ovvero lungo l'asse di rotazione dell'albero) o in direzione prevalentemente radiale (ovvero in direzione perpendicolare all'asse di rotazione dell'albero). La direzione del flusso (assiale o radiale) dipende dalla geometria della girante impiegata.
Agli agitatori a flusso prevalentemente assiale appartengono le giranti a pale piatte inclinate e le eliche marine; in questo caso si massimizza la portata movimentata, mentre gli sforzi di taglio impressi dalla girante alla miscela sono minimi.
Agli agitatori a flusso prevalentemente radiale appartengono le giranti Rashton (o a disco con pale), le giranti paddle, gli agitatori a barre e gli agitatori a disco; in questo caso si massimizzano gli sforzi di taglio impressi dalla girante alla miscela (quindi la turbolenza locale), mentre la portata movimentata è minima.
Oltre alla geometria della girante, anche l'altezza della girante dal fondo del recipiente agitato influenza il tipo di flusso. Ad esempio posizionando una girante Rashton molto vicino al fondo del serbatoio ci si riconduce al caso del flusso prevalentemente assiale.
Le giranti di tipo assiale vengono preferite nei processi bulk-motion controlled, ovvero processi di omogeneizzazione di fluidi miscibili e dispersione solido-liquido, nei quali è cruciale la massimizzazione del moto d'insieme.
Le giranti di tipo radiale vengono invece preferite nei processi shear-rate controlled, ovvero processi in cui è necessaria la rottura di un'interfaccia di fasi (ad esempio liquidi immiscibili), per i quali sono necessarie forze di taglio elevate.

### Numero di potenza e numero di pompaggio
I parametri da tenere in considerazione nel dimensionamento di un agitatore sono essenzialmente la portata trattata e la capacità di pompaggio.
Questi parametri vengono associati a due numeri adimensionali, chiamati numero di potenza (in inglese power number) NP e numero di pompaggio (in inglese pumping number) NQ, definiti come:
{\displaystyle N_{P}={\frac {P}{\rho N^{3}D^{5}}}}
{\displaystyle N_{Q}={\frac {Q}{D^{3}N}}}
in cui:
- Q: portata volumetrica smaltita dalla girante [m3/s]
- N: numero di giri della girante [rps]
- D: diametro della girante [m]
- P: potenza meccanica assorbita dall'agitatore [W]
- {\displaystyle \rho }: densità della miscela [kg/m3]

Conoscendo la natura della miscela da trattare e stabilita la geometria dell'agitatore, possiamo ricavare direttamente portata smaltita a partire dal numero di pompaggio e la potenza assorbita dal numero di potenza (da qui il nome delle due quantità adimensionali).
Il numero di potenza è maggiore per gli agitatori radiali, mentre il numero di pompaggio è maggiore per gli agitatori assiali.

### Derivazione dell'equazione di progetto

#### Equazione costitutiva e equazione di bilancio della quantità di moto

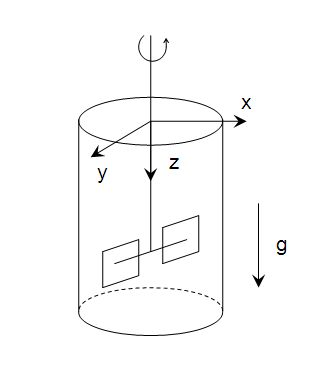
Sistema di riferimento associato al miscelatore.

Consideriamo un agitatore con asse dell'albero disposto verticalmente, e fissiamo il nostro riferimento cartesiano sull'asse dell'albero (o mozzo), con {\displaystyle z} rivolto verso il basso, nella stessa direzione quindi dell'accelerazione di gravità {\displaystyle g}.
La velocità e la pressione dipendono dalle coordinate spaziali (x,y,z) e dal tempo (t):
{\displaystyle \mathbf {v} =\mathbf {v} (x,y,z,t)}
{\displaystyle p=p(x,y,z,t)}
Assumendo che il fluido sia incomprimibile, la densità {\displaystyle \rho } rimane costante nel tempo. Inoltre introduciamo l'ipotesi di fluido newtoniano, per cui lo sforzo tangenziale {\displaystyle \tau } è dato da:
{\displaystyle \tau =\mu {\frac {dv}{ds}}}
essendo {\displaystyle s} lo spostamento tangenziale subito da un elementino di fluido in corrispondenza della velocità tangenziale v.
L'equazione costitutiva per questo sistema si scrive:
| {\displaystyle \nabla \cdot \mathbf {v} ={\frac {\partial v_{x}}{\partial x}}+{\frac {\partial v_{y}}{\partial y}}+{\frac {\partial v_{z}}{\partial z}}=0} |
mentre l'equazione di bilancio della quantità di moto:
| {\displaystyle \rho {\frac {D\mathbf {v} }{Dt}}=-\nabla p+\mu \nabla ^{2}\mathbf {v} +\rho \mathbf {g} } |
in cui {\displaystyle {\frac {D\mathbf {v} }{Dt}}} è la derivata totale del vettore velocità.
Le condizioni al contorno associate sono:
{\displaystyle \left\{{\begin{aligned}&\mathbf {v} =0\ \ \ \ (S_{laterale}(x,y,z)=0)\\&\mathbf {v} =\mathbf {v} _{agitatore}\ \ \ \ (S_{agitatore}(x,y,z,t)=0)\\&p=p_{0}\ \ \ \ (S_{pelolibero}(x,y,z,t)=0)\end{aligned}}\right.}
si può introdurre la pressione dinamica P come:
{\displaystyle P=p-\rho (g_{x}x+g_{y}y+g_{z}z)=p-\rho \mathbf {g} z}
in termini di pressione dinamica, l'equazione di bilancio di quantità di moto diventa:
{\displaystyle \rho {\frac {D\mathbf {v} }{Dt}}=-\nabla P+\mu \nabla ^{2}\mathbf {v} }
in questa maniera abbiamo inglobato due termini in uno.

#### Adimensionalizzazione dell'equazione costitutiva e dell'equazione di bilancio della quantità di moto
Sotto particolari condizioni il numero di potenza NP e il numero di pompaggio NQ possono essere considerati costanti.
Il numero di pompaggio NQ è funzione del numero di Reynolds (Re) e del numero di Froude (Fr), ma nel caso di moto turbolento sviluppato (indicativamente Re>10000) Re → +∝, e se la superficie del pelo libero può assumersi piatta, allora anche la dipendenza dal numero di Froude cade.
Allo stesso modo, il numero di potenza NP dipende dal numero di Reynolds e dal numero di Froude, e se si hanno le condizioni di pelo libero piatto e moto turbolento sviluppato, si può assumere che anch'esso sia costante.
Inoltre l'andamento del numero di potenza rispetto a Re è lineare (in scala logaritmica) per bassi valori del numero di Reynolds (approssimativamente per Re<10).
Le equazioni viste possono essere adimensionalizzate introducendo le seguenti quantità adimensionalizzanti:
{\displaystyle L_{ad}^{*}=D}
{\displaystyle t_{ad}^{*}=1/N}
essendo N il periodo di rotazione della girante.
A partire dalle quantità adimensionalizzanti definiamo le quantità seguenti adimensionali:
{\displaystyle x^{*}=x/D}
{\displaystyle y^{*}=y/D}
{\displaystyle z^{*}=z/D}
{\displaystyle t^{*}=Nt}
{\displaystyle P^{*}={\frac {P-p_{0}}{\rho (ND)^{2}}}}
Definiamo inoltre i seguenti operatori adimensionali:
{\displaystyle \nabla ^{*}={\frac {\partial }{\partial x^{*}}}+{\frac {\partial }{\partial y^{*}}}+{\frac {\partial }{\partial z^{*}}}=D\nabla }
{\displaystyle \nabla ^{*2}=x/D}
{\displaystyle {\frac {D^{*}}{Dt^{*}}}={\frac {\partial }{\partial t^{*}}}+v_{x}^{*}{\frac {\partial }{\partial x^{*}}}+v_{y}^{*}{\frac {\partial }{\partial y^{*}}}+v_{z}^{*}{\frac {\partial }{\partial z^{*}}}={\frac {1}{N}}{\frac {D}{Dt}}}
L'equazione costitutiva e l'equazione di bilancio adimensionalizzate sono:
{\displaystyle \nabla ^{*}{\vec {v}}^{*}=0}
{\displaystyle {\frac {D^{*}{\vec {v}}^{*}}{Dt^{*}}}=-\nabla ^{*}P^{*}-{\frac {1}{Re}}\nabla ^{*2}{\vec {v}}^{*}}
essendo Re il numero di Reynolds.
La seconda equazione può essere riscritta come:
{\displaystyle {\frac {D^{*}{\vec {v}}^{*}}{Dt^{*}}}=-\nabla ^{*}P^{*}+{\frac {\mu N}{D\rho N^{2}D}}\nabla ^{*2}{\vec {v}}^{*}}
Adimensionalizzando le condizioni al contorno, otteniamo:
{\displaystyle \left\{{\begin{aligned}&{\vec {v}}^{*}=0\ \ \ \ (S_{laterale}^{*}(x^{*},y^{*},z^{*})=0)\\&{\vec {v}}^{*}={\vec {v}}_{agitatore}^{*}\ \ \ \ (S_{agitatore}^{*}(x^{*},y^{*},z^{*},t^{*})=0)\\&p^{*}=-{\frac {1}{Fr}}z^{*}\end{aligned}}\right.}
in cui {\displaystyle Fr} è il numero di Froude.
Nell'ipotesi di pelo libero piatto o se la superficie è chiusa da un tetto flottante, la velocità adimensionale perde la sua dipendenza dal numero di Froude. In queste condizioni, essendo {\displaystyle {\vec {v}}^{*}} indipendente da {\displaystyle Re} e {\displaystyle Fr}, possiamo ritenere che sussista una similitudine geometrica e dinamica, ovvero lo scale-up non modifica le caratteristiche del sistema.

### Geometria standard

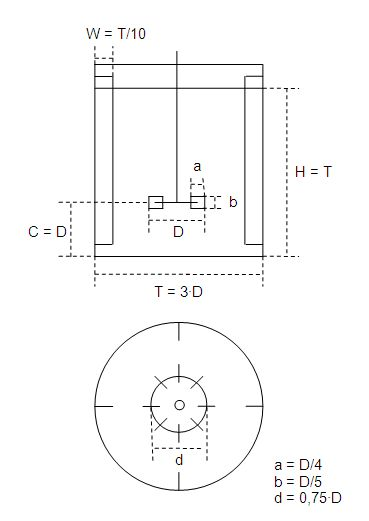
Geometria standard.

Nella progettazione dei recipienti agitati si preferisce spesso non dimensionare l'apparecchiatura massimizzando il numero di portata per i processi di omogeneizzazione e il numero di pompaggio per i processi di dispersione, bensì si sceglie per il dimensionamento una geometria standard, i cui dati in letteratura sono più reperibili rispetto alle altre geometrie possibili. Addirittura si fa uso di girante Rashton, che è una girante radiale, anche per i processi di omogeneizzazione (per i quali sarebbe preferibile una girante assiale), perché in questa maniera possiamo ricondurci alla geometria standard, che è l'optimum in termini di sicurezza del processo.
Nella figura a fianco sono riportate le misure della geometria standard, che possono essere scalate in virtù della costanza del numero di portata e del numero di pompaggio.

### Sistemi solido-liquido
Nella miscelazione di una fase solida con una fase liquida, non si raggiunge quasi mai (dal punto di vista operativo) la condizione di sospensione uniforme, che è la condizione fluidodinamica in cui la concentrazione di solidi disciolti nel recipiente è costante al variare dell'affondamento. Uno dei pochi casi in cui la condizione di sospensione uniforme è voluta riguarda la reazione di polimerizzazione.
È invece di maggiore interesse pratico la condizione che viene detta con terminologia inglese just suspension condition, che corrisponde alla condizione in cui ogni particella solida rimane sul fondo del recipiente per un tempo non superiore a 1-2 secondi, per cui in un determinato istante la stragrande maggioranza delle particelle solide sono disponibili agli scambi di materia e di calore. In queste condizioni, la concentrazione dei solidi sospesi nella miscela aumenta all'aumentare dell'affondamento.
La frequenza {\displaystyle N_{JS}} corrispondente alla just suspension condition può essere ricavata dalla seguente correlazione, detta correlazione di Zwietering (1958):
{\displaystyle N_{JS}={\frac {S\mu ^{0,1}d_{p}^{0,2}(g\Delta \rho )^{0,45}B^{0,134}}{\rho _{L}^{0,55}D^{0,85}}}}
in cui:
- {\displaystyle \mu } è la viscosità della miscela
- {\displaystyle d_{p}} è il diametro medio delle particelle solide
- {\displaystyle g} è l'accelerazione di gravità
- {\displaystyle \Delta \rho } è la variazione di densità tra il liquido ({\displaystyle \rho _{L}}) e il solido ({\displaystyle \rho _{p}})
- {\displaystyle D} è il diametro della girante
- {\displaystyle B} è il rapporto percentuale tra la massa solida e la massa liquida
- {\displaystyle S} è un parametro che dipende dalla geometria del sistema.

### Sistemi liquido-liquido e gas-liquido
Se consideriamo un processo di dispersione liquido-liquido (immiscibili tra loro) o gas-liquido, aumentando il numero di giri al minuto ({\displaystyle N}, in [rpm]) della girante, a parità di portata gassosa insufflata nel distributore, attraversiamo diversi regimi, aventi grado di miscelazione crescente.
Per velocità angolari basse, ricadiamo nel regime di girante allagata, in cui la fase dispersa sale dal distributore senza avere un considerevole aumento dell'interfaccia tra le fasi.
A velocità angolari maggiori si ha la formazione di un anello di ricircolo primario sopra la girante; siamo in condizione di carico (loading).
Aumentando ulteriormente N, siamo in condizione di completa dispersione, con la formazione di due anelli di ricircolazione primaria: uno sopra la girante e uno sotto di essa.
Per velocità angolari ancora maggiori, si ha la comparsa di anelli di ricircolazione secondaria.

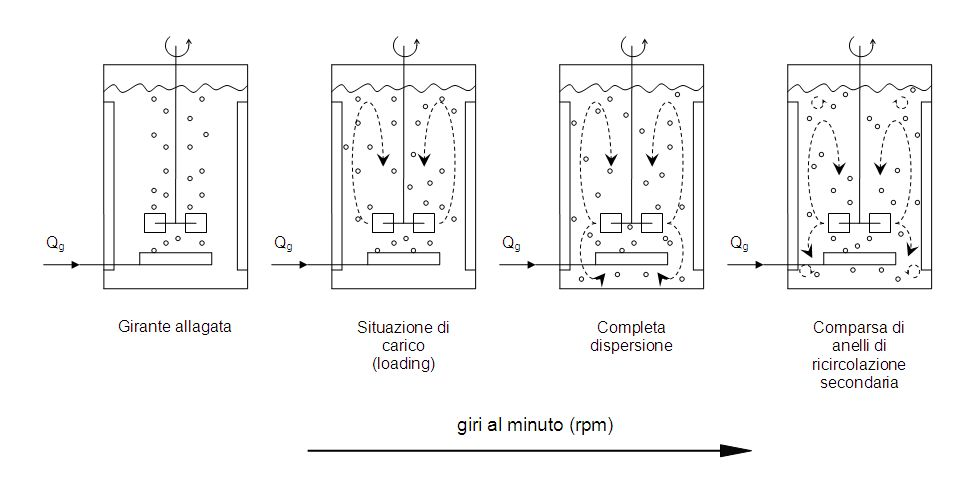
Regimi di miscelazione per sistemi liquido-liquido e gas-liquido.